# サンテレビジョン番組一覧
サンテレビジョン番組一覧（サンテレビジョンばんぐみいちらん）は、サンテレビジョンにおいて放送中、もしくはこれまでに放送した主なテレビ番組の一覧である。
放送日時を複数表記したものについては、先に挙げたものが初回の放送である。
アニメ番組全般については「サンテレビアニメ番組放送一覧」を参照。

## 自社制作

### 報道
- SUN-TVニュース
- 天気予報（月曜 - 金曜 5:30 - 5:43、土曜・日曜 5:15 - 5:28 他）
- NEWS×情報 キャッチ+（月曜 - 金曜 17:05 - 18:00）
- ニュースSUNデー（日曜 18:00 - 18:22）

### スポーツ

#### 野球
- 熱血!!タイガース党（毎年10月 - 翌年3月 金曜 20:00 - 20:54、スカイAでも放送）
- サンテレビボックス席（阪神タイガース戦、オリックス・バファローズ戦[1] の完全中継）
  - 虎辞書なる!!（土曜 19:58 - 21:22、J SPORTSでも放送）
  - ボックス席NEXT ～オレだちのベストショット～（サンテレビボックス席の中継がある場合のみ放送）
- サン虎検定（不定期）
- 全国高等学校野球選手権兵庫大会（決勝を放送）

#### 公営競技
- ボートの時間!（日曜 22:45 - 23:00）
- 住之江・尼崎競艇中継（随時）（基本的に放送時間は15:00 - 16:25、15:30 - 16:55、15:00 - 16:55のいずれかである）（なお、尼崎の通常開催はここ2,3年放送されていない）
  - 通常開催の場合は、住之江では地元・大阪で活動する競艇に詳しいタレント（ちゃらんぽらん冨好、羽川英樹、高山トモヒロら）、尼崎ではかつて同競艇場専属アナウンサーを務めた内田和男がキャスターを務めている。
  - SG、GIの一部（ヤングダービー競走、女子王座決定戦競走、名人戦競走）が上記両競艇場で行われる場合は全国放送の製作幹事局（SG優勝戦はテレビ大阪が当たる場合もある）となるが、その場合はTCJとの共同制作『競艇LIVE』名義となり、番組体裁やキャスターは異なる。
- 岸和田競輪中継（不定期）
  - 岸和田競輪でGI競走がある場合は全国放送の製作幹事局となるが、その場合は上記番組とは体裁・出演キャスターは異なる。
  - 主にサテライト大阪のPR番組
- 阪神競馬場（中央競馬）はサンテレビの視聴エリアである兵庫県の宝塚市にあるが、阪神開催であっても中継はKBS京都が制作する。

#### ゴルフ
- 原田伸郎のめざせパーゴルフⅢ（火曜 23:00 - 23:30）
- 遠藤章造VS. GOLF!（火曜 23:30 - 翌0:00）
  - 遠藤章造のイケ男とイケ女のイケてるGOLF!（前身）
- 真弓&勝成のExpert GOLF（木曜 23:00 - 23:30）
- レッツゴー!タイガースゴルフ（毎年1月1日、阪神タイガースのゴルフ特番）

#### その他スポーツ
- ヴィッセルLive!（サッカーJリーグ・ヴィッセル神戸戦中継）
- ストークスLive!（B.LEAGUE・西宮ストークス戦中継）
- ヴィクトリーナLive!（バレーボールVリーグ・ヴィクトリーナ姫路戦中継）
- 兵庫リレーカーニバル中継
- 神戸マラソン中継
- 高校サッカー中継（民放43社の共同制作。KBS京都など他の関西広域圏の独立局・読売テレビも含む。決勝戦は字幕放送あり。兵庫県予選の決勝戦は同局の単独制作。）
- 高校ラグビー兵庫県予選（決勝戦を中継。なおその前に特別番組『ラグビーのちから』を放送）
- 夏のキセキ 高校野球兵庫大会（全国高等学校野球選手権兵庫大会の総集編）[2][3][4]
- 夏のキセキ 高校野球週間ダイジェスト（兵庫大会開催期間中の日曜日に30分間放送）
- 世界遺産姫路城マラソン中継（大会協賛社の一つであるイオンが筆頭スポンサーとなり、「イオンスポーツスペシャル」として放送）

### 趣味・教養
- KOBE元気!いきいき!!体操（月曜 - 金曜 8:00 - 8:30、土曜 10:00 - 10:30） - 土曜日以外はサブチャンネル（032ch）で放送。

#### 釣り
- The Hit（水曜 22:00 - 22:30）
- ビッグフィッシング（木曜 22:00 - 22:30）
- 四季の釣り（金曜 22:00 - 22:30）
- ルアルアチャンネル（金曜 22:30 - 23:00）

### バラエティ・音楽
- 神戸セーラーボーイズの放課後バックステージツアー（第3、第4土曜 17:45 - 18:00）

#### お笑い
- カベポスター・天才ピアニスト・フースーヤのワチャラチャ忍忍（火曜 22:00 - 22:30）
- 新春!よしもと大爆笑（毎年1月1日20:00 - 、全国各地に番組販売）
  - 新春!!漫才大爆ショー（前身）

#### 音楽番組
- バキバキ☆ビート!Ⅱ（土曜 24:00 - 24:25）
- サウンドコンポ（随時。クッション番組）

### 情報
- KOBE LIFE（隔週土曜 10:00 - 10:30）
- あんてなサン（日曜 22:00 - 22:30）
- 有名私立中学受験ナビ
- 有名私立高校受験ナビ

#### 自治体の広報番組
- こんにちは県警です（第1土曜 8:30 - 8:45） - 兵庫県警制作
- はりまサタデー9（土曜 9:00 - 9:30）
- まるごとひめじ（第1土曜 17:45 - 18:00） - 姫路市制作
  - 姫路のひろば（前身）
- ひょうご発信!（日曜 8:30 - 8:55）

#### ガイド型ミニ番組
- メダカのコタロー（月曜 - 金曜 6:15 - 6:20）
- コタローとおはよ〜!（月曜 - 金曜 6:50 -6:55）
- 淡路島へ行こう!〜ほっこり洲本温泉の旅〜（金曜 17:00 - 17:05、日曜 18:24 - 18:30 △）
- 魅力発見!はりまのトビラ（土曜 22:25 - 22:30）
- レッツ!Beauty Trip 〜Tripガールの美旅プラン!〜（日曜 10:15 - 10:30）
- 日曜よるまるごと姫路ガイド＼よるまるひめ／（日曜 21:56 - 22:00）

### ドキュメンタリー
- 風光明媚〜追憶のふるさと紀行〜（随時。クッション番組）
- ひょうごの四季（随時。クッション番組）
- 播州の秋まつりシリーズ（毎年10月中旬 - 下旬）

### 映画・その他特番
- シネマ・スタジアム（土曜 19:30 - 21:24）
- 正月映画大百科（毎年12月、全国各地に番組販売）
- 神戸まつりパレード中継
- 阪神淡路大震災1.17のつどい（毎年1月17日の発災時刻5:46前後に放送。午後にも関連特別番組を放送する場合あり。平日の場合、天気予報は、5:15 - 放送される。）

## 他局からのネット番組

### 通販番組
- テレショップ（随時）

ジャパネットたかた、トーカ堂、サントリーTVショッピング、プライムショッピング、オークローンマーケティング、良品工房テレショップなど。
- お茶の間ショッピング（月曜 - 金曜 8:30 - 9:00）

ショップ・マニフィカ、痛快!買い物ランドSHOPJIMA、プライムショッピング、トーカ堂、キューサイ、カゴメなど
- ショッピングセレクト（月曜・水曜 10:00 - 10:30）
- お買物生活情報（月曜 - 金曜 14:30 - 14:55）

サントリーTVショッピング、ダイキチ、オークローンマーケティング
- 健康に感謝（月曜 10:30 - 11:00）
- 特選HOT情報（火曜 9:30 - 10:00）
- お値打ちテレビ（木曜 14:00 - 14:30）
- チャームライフ（金曜 10:30 - 11:00）

ダイレクトテレショップ、フェミンなど。
- とくモリ!（土曜 8:00 - 8:30）
- 最新ギフト情報（土曜 8:45 - 9:00 東京テレビランド）
- 健康ショップ（土曜 9:30 - 10:00）
- サタデーショッピング（土曜 10:30 - 11:00）
- 通販DX!（土曜 11:30 - 11:54）
- はりきりテレビダイレクト（日曜 9:00 - 9:30）
- ダイレクトPick Up!!（日曜 10:30 - 10:45）
- サンデーショッピング（日曜 17:30 - 18:00）

### 独立局
- ごりやくさん（月曜 23:30 - 23:55、KBS京都）
- 週刊バイクTV（火曜 1:00 - 1:30 チバテレ）
- ケンドーコバヤシのキャベリバ内閣（火曜 2:00 - 2:30、TOKYO MX）
- クルマでいこう!（火曜 21:30 - 22:00 tvk）
- U字工事の旅!発見（水曜 18:00 - 18:30 とちぎテレビ）
- ビスケットブラザーズの行けばわかるさ!～三重街道中ひざくりげ～（水曜 21:30 - 22:00 三重テレビ）
- 岡崎体育の京の観察日記（木曜 21:30 - 22:00、KBS京都）
- ダイアンのガチで!ごめんやす（木曜 22:30 - 23:00 群馬テレビ）
- 関内デビル（金曜 18:00 - 18:30、tvk）
- 鈴木福 ゴルフはじめました（金曜 23:00 - 23:30 テレ玉）
- 天竺鼠の川原の（金曜 23:30 - 24:00 テレ玉）
- RIZIN 魂（スピリッツ）（金曜 24:00 - 24:30、テレ玉）
- 月刊トーンバード（第2〜5周土曜 8:30 - 8:45 tvk）
- うまDOKI（土曜 15:00 - 16:00 KBS京都）
- カミナリのチャリ旅!シリーズ（日曜 24:30 - 25:00 とちぎテレビ)
- 宝塚カフェブレイク（日曜 7:30 - 8:00 TOKYO MX）
- 新・ええじゃないか～いい旅　いい発見～（日曜 14:00 - 14:55 三重テレビ）
- JEFF@KYOTO おもてなし京都観光（日曜 14:55 - 15:00 KBS京都）
- 洋楽天国+（日曜 25:30 - 26:00 tvk）
- 初春 浅草お茶の間寄席（毎年年始 チバテレ）
- 新春筝曲（毎年年始 ぎふチャン）
- 新春狂言（毎年年始 KBS京都）
- 京職人手帖（不定期 KBS京都）

### 日本テレビ系
- 旅してHappy（火曜 - 金曜 18:30 - 19:00、BS日テレ）
- ガンバレルーヤの週末移住バラエティ 冠ルーヤ（月曜 22:30 - 23:00 日本海テレビ）[6]
- スーパーのカゴの中身が気になる私（水曜 23:30 - 0:00、中京テレビ）
- 太陽にほえろ!（日曜 11:00 - 11:55 東宝制作）
- 五木寛之の新金沢百景（不定期 テレビ金沢）

### テレビ朝日系
- 仮面ライダーガッチャード（kids劇場、月曜 - 木曜 7:00 - 7:30 東映制作）
- 暴れん坊将軍III（時代劇アワー 月曜 - 金曜 12:00 - 12:57 東映制作）
- 藤森慎吾の信州観光協会（月曜 18:30 - 19:00 長野朝日放送）
- ちょっと タビ好キ（火曜 18:00 - 18:30 九州朝日放送）
- 霜降り明星のあてみなげ（水曜 0:00 - 0:30 静岡朝日テレビ）
- おにぎりあたためますか（水曜 22:30 - 23:00 北海道テレビ）
- 錦鯉が行く!のりのり散歩（木曜 20:25 - 20:53 北海道テレビ）
- 子連れ狼（水曜 19:00 - 19:54 東映制作）
- 伝七捕物帳（土曜 18:00 - 18:55 前進座 / 国際放映製作）
- 必殺仕事人IV（日曜 19:00 - 19:55 朝日放送 / 松竹制作）
- プロ野球リレー中継（リレーナイター）（朝日放送テレビ 主に水・日曜[7]）
- 高校野球リレー中継（朝日放送テレビ制作 スカイA、BS朝日 4Kでも放送）

### TBSテレビ系
- 水戸黄門（第25部）（月曜 19:58 - 20:52 C.A.L製作）
- 大岡越前 第7部（金曜 19:00 - 19:55 C.A.L製作）

### フジテレビ系
- 山・海・漬（月曜 18:00 - 18:30 岩手めんこいテレビ）
- 剣客商売（火曜 19:00 - 19:54 松竹制作）
- ぐっさん家〜THE GOODSUN HOUSE〜（水曜 20:24 - 20:53 東海テレビ）[6]
- 鬼平犯科帳III（木曜 19:00 - 19:54 松竹制作）
- マッハGoGoGo（金曜 7:00 - 7:30、タツノコプロ制作）
- 川島隆太教授のテレビいきいき脳体操（土曜 11:54 - 11:57 仙台放送）
- 夫婦旅日記 さらば浪人（土曜 13:05 - 14:00 勝プロダクション制作）
- ゴリパラ見聞録（不定期 テレビ西日本）

### 日本国外のテレビ局の番組
- 白詰草（月曜 - 金曜 10:00 - 10:30 韓国KBS）
- 悪の花（月曜 - 金曜 11:00 - 11:55 韓国 スタジオドラゴン製作）
- 華政（月曜 - 金曜 13:00 - 13:56 韓国KBS）
- 燕雲台-The Legend of Empress-（月曜 - 金曜 15:04 - 16:00 中国）
- サイコパスダイアリー（土曜 21:30 - 22:25 韓国 スタジオドラゴン製作）

#### ドラマの再放送枠に関して
サンテレビジョンでは平日の日中を中心にドラマの再放送枠を設けているが、朝の「ドラマ10」（10:00 - 10:30）、および日中の「ドラマ11」（11:00 - 11:55）、「ドラマ13」（13:00 - 13:56）、「ドラマ15」（15:04 - 16:00）と、土曜日夜の各ドラマ枠は主に極東アジアの中国・韓国の各放送機関が制作した連続ドラマが放送されており、日本国内で制作されたものの再放送は主に平日7時台「KIDS劇場」（主にスーパー戦隊シリーズか平成仮面ライダーシリーズ）、12時台「時代劇アワー」（主に暴れん坊将軍シリーズ）、および野球中継が基から組まれていない月曜20時台（主に水戸黄門）、火曜19時台（主に剣客商売シリーズ）、水曜19時台（主にフジテレビ系列で放送された時代劇）、木曜19時台（主に鬼平犯科帳）、金曜19時台（主に大岡越前）、土曜18時台（主に影の軍団シリーズ）、日曜19時台（主に必殺シリーズ）に編成されている。

### その他
- 東京マーケットワイド（月曜 - 金曜[8] 8:30 - 11:40、12:29 - 15:50[9][12]） - サブチャンネル（032ch）で放送[13]
- 週感!PV（月曜 - 木曜 17:00 - 17:05 オフィス102）
- Like a Wind（月曜 0:15 - 0:30 ヴァンズ凸）
- 賢者の選択 Shapers（月曜 22:00 - 22:30 矢動丸プロジェクト・BS12 トゥエルビ）
- マダムシンコのゴル友!2（月曜 23:00 - 23:30 カウカウフードシステム）
- Music B.B. Japan（火曜 0:30 - 1:00 日音）
- 目で聴くテレビ（火曜 8:00 - 8:30 障害者放送通信機構）
- おとな釣り倶楽部（火曜 22:30 - 23:00 シマノ）
- 熱血!!ゴルフ塾!NEO（水曜 23:00 - 23:30 オフィス SARAH）
- 猫侍 Season2（木曜 20:53 - 21:22 ※再放送）
- ソルトフィッシング パラダイスTV（木曜 22:30 - 23:00 リライズ）
- Vintage倶楽部（木曜 23:30 - 23:45 アイ・プラス・プロダクツ）
- マーブルTV（木曜 23:45 - 翌0:00 アイ・プラス・プロダクツ）
- CM INDEX（金曜 0:00 - 0:30 東京企画）
- 演歌TV.com（金曜 8:00 - 8:30 杉山エンタープライズ）
- 方言彼女。（土曜 1:00 - 1:15、※再放送）
- ケンコバのバコバコナイト（土曜 1:15 - 2:10 ダイフク企画）
  - ケンコバのバコバコテレビ（前身）
- プレミアム歌謡ショー（土曜 7:00 - 7:30 アイ・プラス・プロダクツ）
- トップの言魂（第4土曜 8:30 - 8:45 オフィス102）
- いいね!テニス（土曜 17:40 - 17:45 ワイ・ケイ・アド）
- We arje STARDOM!!〜世界が注目!女子プロレス〜（土曜 22:30 - 23:00）
- ライフ・ライン（日曜 7:00 - 7:30 太平洋放送協会）
- アサスマ!（日曜 9:30 - 10:00 メディアックス）
- 童謡コーラス名曲大合唱＆みんなの音楽会テレビ（日曜 10:00 - 10:15）
- どこでもミルクボーイ（日曜 18:30 - 19:00 オプテージ）
- 大阪芸大テレビ（日曜 22:30 - 22:45）
- 生×カラ!TV（日曜 23:00 - 23:30 オールインワン）
- 早川光の最高に旨い寿司（不定期 BS12 トゥエルビ）
- スギちゃんのにっぽん秘湯名湯旅（不定期）
- 水田信二の注文の多い料理教室（日曜 19:30 - 20:00 BSよしもと）

## 過去に放送された番組

### 自社制作番組
- ニュースEyeランド
  - ニュースEyeランドf（1996年10月 - 2000年3月）
- ニュース・シグナル（2007年4月 - 2012年3月）
- NEWS PORT（2007年4月 - 2018年3月）
- SUN-TV日曜夕刊
- サンテレビホール
- ひょうご'70
- ニュースデスク
- にんげん紀行
- 上方落語大全集
- 経済ジャーナル
- 播州トピックス
- 神戸ニューアングル
- ひょうごナウ
- リビングアイ12:00
- フライブ!（2003年4月 - 9月）
- 好き!神戸（土曜 10:00 - 10:15 - 神戸市制作）
- 火曜洋画劇場（1979年10月9日 - 2002年3月26日）[14]
- ニュースインサイト（1988年10月 - 1999年3月）
- 水曜のきもち（2000年4月 - ?）
- よしもと麻雀倶楽部
- 小室豊允次代を読む
- クイズ!おもしろ駅サイティング
- ドリームキッズの大冒険（1988年 - 1999年）
- 金曜いきいきタイム
- 神戸新聞ジャーナル（開局 - 2007年3月）
- バーばーヤング
- 関西ジュニア青春バス ※HV
- 金曜いただきッ!
- ひるカフェ
- 吉本海岸通り劇場 アチャコTV（1996年頃）
- よしもとサンサンTV（2004年4月 - 2009年3月）
- 日曜アクション劇場
- オナゴコロ
- おとなの子守唄
- 週末ココいこっ!おっ!サンなび
- 笑い飯・千鳥の舌舌舌舌
- 懐メロ招待席
- 勝手にパワースポット観光協会
- よってこ てんてこ め江戸かふぇ
- K-POPバラエティMuzit
- 銀玉王
- 明石・神戸 ブリッジタウンガイド
- ボンジュールさんちか
- 訪ねてみたい兵庫の手づくり
- 海チャンネル
- 神戸在住
- 山のぼり大好き
- 演歌TV.comナイト
- ヒメロケ綺談!
- ageha TV
- 大阪ジャグジーくらぶ♪水着女子とトークでラララライ♪
- B☆プロジェクト たむら社長室
- いまドキッと!?
- 2時コレ!しっとぉ!?
- お菓子な時間
- 笑い飯のおもしろテレビ
- ROQHit
- いちおし!ひょうご館
- 副業芸人〜増やせ!月収10万円!〜
- 日曜歌謡ステージ
- ふらぶらやろう!
- 子育て情報ランド
- 健康ショップ
- カツヤマサヒコSHOW
- アイドルぷるルン!トラベラー
- K's BEAUTY LIFE
- 演歌味めぐり
- ひょうご海ライブ
- P-Style TV
- モノ知りSUNデー
- キラリけいざい
- 午後キュン
- 趣味バカ
- 洲本温泉と淡路島の観光
- レアシュガークッキング
  - Sweet time〜おいしい話を少しだけ〜
- アニメ・ナビu（2008年から2011年まで毎年4月・10月の初旬に放送されていた）
- 元町ロックンロールスウィンドル（2019年4月1日 - 同年6月24日、TOKYO MX1でも放送）[15]
- 音都
- 歌謡サンday
- 最強メダル伝説
- みて・学ぼう!ひょうごっ子広場
- こうべっ子@ホーム学習チャンネル おうちDEまなぼう
- aスポーツって何?
- 俳優 春田純一の職人旅
- 情報スタジアム 4時!キャッチ
- しごとびと
- サンぷん!
- 惑星スミスでネイキッドランチを
- いつありのブラ街
- はりまのトビラ
- トップの言霊
- 映画のAぇ!とこナビ（2021年9月26日）
- 手づくり花づくりプラス
- ニッポンのSHOKUNIN
- パパイヤ鈴木のボールルームダンス with Me～JBDF全日本プロフェッショナルダンス選手権大会への道～
- 就職勝つ動TV

### スポーツ番組
- アスリートゴルフ
- 細川和彦のゴルフのPRIDE
- 植草貞夫のゴルフ交遊録
- ガッツ!タイガース（1976年9月 - ）
- ダイナマイト・タイガース
- スポーツワイドショー ナンバー（1981年10月 - ）
- 女子バレーボール・オレンジアタッカーズアワー
- まいど!火曜日はKEIRIN
- JDコロシアム
- サテオ!
- GOLF武勇伝
- BOXERS〜拳に刻む、ボクシングの絆
  - 拳・ボクサーの夢
- ガーリーボート
- ボートのつぼみ
- 園田・姫路競馬ダイジェスト&中継
- 太平洋クラブChallenge to GOLF
- LOVE☆GOL
- 金本知憲のゴルフDebut
- トラトラフィッシング
- Pretty & Challenge - GIRLSGOLF -
- 熱血!スーパーテニス
- 理心塾TV
- レミたんのレッツ!ハンドボール!
- 広澤克実のGOLFに夢中!

### 自治体の広報番組
- フラッシュひょうご
- 週刊ひょうご夢情報
- 出会いのまち・西宮（西宮市制作）
- あかし大百科（明石市制作）

兵庫県・神戸市・明石市提供の番組には手話通訳・字幕スーパーのどちらか、または双方の併用が採用されている。字幕スーパー入り放送は現在サンテレビジョンで文字多重放送（デジタルのデータ放送は除く）を実施していないためである。
- 日曜さわやかトーク
- ひょうごワイワイ
- 西はりまサタデー9

### 月曜日午後8時枠（以下5番組）
- ズバリ!悩みおまかせ（1987年10月 - 1996年9月）
- 悩みなんてぶっとばせ!!（1996年10月 - 1997年9月）
- 京唄子の何でも言うて!（1997年10月 - 1999年9月）
- うまいもんテレビ（1999年10月 - 2004年9月）
- すてき!家族（2004年10月 - 2005年9月）

### 共同制作番組
- こんにちは!奥さん2時です（サンテレビ・近畿放送・東京12チャンネル、放送当時テレビ大阪は未開局。）
- こちら海です（サンテレビ・福井テレビ・KBS京都・テレビ和歌山）
- らぶかん（サンテレビ・KBS京都）
- シリーズ恐怖夜話（サンテレビ・tvk・KBS京都）
- 幼獣マメシバ
  - マメシバ一郎（サンテレビ・テレビ埼玉・チバテレビ・tvk・三重テレビ・KBS京都・札幌テレビ・とちぎテレビ・TVQ九州放送）
  - マメシバ一郎 フーテンの芝二郎（サンテレビ・テレビ埼玉・チバテレビ・tvk・三重テレビ・KBS京都・札幌テレビ・とちぎテレビ・ぎふチャン・TVQ九州放送）
  - 幼獣マメシバ 望郷篇（サンテレビ・テレビ埼玉・チバテレビ・tvk・三重テレビ・KBS京都）
  - マメシバ一郎・フーテンの芝二郎（サンテレビ・テレ玉・チバテレビ・tvk・三重テレビ・KBS京都・札幌テレビ・TVQ九州放送・とちぎテレビ・テレビせとうち・ぎふチャン）
- ねこタクシー（サンテレビ・テレ玉・チバテレビ・tvk・三重テレビ・KBS京都・札幌テレビ・TVQ九州放送）
- ねこばん（サンテレビ・テレ玉・チバテレビ・tvk・三重テレビ・KBS京都・札幌テレビ・TVQ九州放送）
- 犬飼さんちの犬（サンテレビ・テレ玉・チバテレビ・tvk・三重テレビ・KBS京都・ぎふチャン・札幌テレビ・TVQ九州放送・ひかりTV）
- くろねこルーシー（サンテレビ・チバテレビ・テレビ埼玉・tvk・KBS京都・三重テレビ・札幌テレビ・ぎふチャン・TVQ九州放送）
- 温泉女子（サンテレビ・テレ玉・チバテレビ・tvk・三重テレビ・KBS京都・ぎふチャン）
- 今夜野宿になりまして（サンテレビ・テレ玉・チバテレビ・tvk・三重テレビ・KBS京都・とちぎテレビ・群馬テレビ）
- TV・局中法度!（サンテレビ・テレビ埼玉・チバテレビ・tvk）
- 猫侍（サンテレビ・テレ玉・チバテレビ・tvk・三重テレビ・KBS京都・札幌テレビ・とちぎテレビ・群馬テレビ・静岡第一テレビ・テレビせとうち・広島ホームテレビ・TVQ九州放送・ひかりTV・BSフジ・スターキャット・ケーブルネットワーク）
  - 猫侍 SEASON2（サンテレビ・テレ玉・チバテレビ・tvk・三重テレビ・KBS京都・札幌テレビ・IBC岩手放送・とちぎテレビ・群馬テレビ・静岡第一テレビ・テレビせとうち・広島ホームテレビ・TVQ九州放送・くまもと県民テレビ・ひかりTV・BSフジ・アニマルプラネット・スターキャット・ケーブルネットワーク）
- 方言彼氏。（サンテレビ・テレビ埼玉・チバテレビ・tvk・三重テレビ・KBS京都・ひかりTV）
- 戦国鍋TV 〜なんとなく歴史が学べる映像〜（サンテレビ・テレ玉・チバテレビ・tvk）（幹事はtvk）
  - 戦国炒飯TV 〜なんとなく歴史が学べる映像〜
- ウルトラゾーン（サンテレビ・テレ玉・チバテレビ・tvk・メ〜テレ）（幹事はtvk）
- 戦国★男士（サンテレビ・テレ玉・チバテレビ・tvk）（幹事はtvk）
- 乾杯戦士アフターV（サンテレビ・テレビ埼玉・チバテレビ・tvk・三重テレビ・KBS京都・とちぎテレビ・群馬テレビ）
  - 新★乾杯戦士アフターV（サンテレビ・テレビ埼玉・チバテレビ・tvk・三重テレビ・KBS京都・とちぎテレビ・群馬テレビ）
- びったれ!!!（サンテレビ・東日本放送・テレ玉・チバテレビ・tvk・静岡朝日テレビ・メ〜テレ・KBS京都・広島テレビ・九州朝日放送）
- 欧州ワイン紀行〜銘醸ワインの産地を訪ねて〜（サンテレビ・とちぎテレビ・群馬テレビ・テレビ埼玉・tvk・ぎふチャン・三重テレビ・KBS京都・BS12 トゥエルビ）
- 東京キッド（サンテレビ・とちぎテレビ・テレビ埼玉・チバテレビ・tvk・三重テレビ・KBS京都・MNC Channels・TV3Asia・Gold Sun TV）
- 白鳥麗子でございます!（サンテレビ・テレ玉・チバテレビ・tvk・KBS京都・メ〜テレ・九州朝日放送）
- 猫忍（サンテレビ・テレビ埼玉・チバテレビ・tvk・三重テレビ・KBS京都・とちぎテレビ・群馬テレビ・静岡第一テレビ・テレビせとうち・TVQ九州放送・BSフジ・アニマルプラネット・スターキャット・ケーブルネットワーク）
- トモダチゲーム（サンテレビ・北海道テレビ・テレビ埼玉・チバテレ・tvk・メ〜テレ・KBS京都・九州朝日放送・GYAO!）
- 西国三十三所 観音巡礼 祈りの旅（サンテレビ・ぎふチャン・三重テレビ・びわ湖放送・KBS京都・奈良テレビ・テレビ和歌山・BS11）
- 人狼ゲーム ロストエデン（サンテレビ・チバテレ・テレビ埼玉・tvk・メ〜テレ・KBS京都）
- 10神スパイ大作戦 -コード・バリカタ-（サンテレビ・北海道テレビ・仙台放送・テレ玉・チバテレビ・tvk・名古屋テレビ［メ〜テレ］・KBS京都・広島ホームテレビ・福岡放送）
- 柴公園（サンテレビ・仙台放送・TOKYO MX・名古屋テレビ［メ〜テレ］・KBS京都・日本海テレビ・5いっしょ3ちゃんねる・BS12 トゥエルビ）

### 東名阪ネット6
- 方言彼女。（幹事はテレビ埼玉）
  - 方言彼女。0
  - 方言彼女。2
- カルチャーSHOwQ〜21世紀テレビ検定〜（幹事はtvk）
- 仏像大好。（幹事はKBS京都）
- 走る男（幹事はKBS京都）
  - 走る男II
  - 走る男F
  - 走る男女子部
  - 走る男 THE FINAL
- 日本ふるさと百景
- イヌゴエ
- 歴史漫才 ヒストリーズ・ジャパン
- 超特急と行く!食べ鉄の旅

### 他社制作

#### 独立局

##### とちぎテレビ（GYT）
- 新発見!とちぎの旅
- とちぎ発!旅好き!
- まろに☆えーるTV超

##### テレビ埼玉（TVS）
- 玉ニュータウン
- グルメにキッス
- エビ中の天才盆栽中学生(仮)
- モテ福
- カオスパイ
- いろはに千鳥
- ガチ釣り
- パチFUN!
- スター☆ゴルフマッチⅡ
- いたくろここなのオンとオフ
- 橋本マナミのLeader's Golf
- ハライチ岩井勇気の音楽バラエティ ドレスキーとコレスキー

##### チバテレ
- 白黒アンジャッシュ
- ホリBuzzTV〜ホリをバズらせろ〜

##### 東京メトロポリタンテレビジョン（TOKYO MX）
- がんばれ三都市（サンテレビ・KBS京都制作協力。同時ネット）
- よしもとゴルフ倶楽部
- 大久保×鳥居×ブリトニー3P
- 韓流フォンデュ
- 美味しさの秘密
- 超×D Music+
  - 超×D Music+Z
- テリー伊藤のトラブルハンター
- EBiDAN
- (仮)TV
- みうらじゅん&安斎肇のゆるキャラに負けない!
- ワイルドスギちゃんが行く!グルメ!見聞録
- MUSIC BUSTER-mini-
- バンステ! BanG Dream! STATION
- 月刊ブシロードTV with スタァライト & BanG Dream!
- キックボクシングKNOCKOUT!
- ミュージック・モア
- 5時に夢中!
- サバエとヤッたら終わる

##### テレビ神奈川（tvk）
- SONY MUSIC TV
- ミュージックトマトJAPAN
- Just Japan
- 磁石のケータイハンター
- TKOの黒船☆ジャパン
- イッテ♡恋48
- プリママ
- 世界遺産〜時代の記憶〜
- 柔道日本! 〜ロンドンへの道〜
- 実在性ミリオンアーサー
- 銀の劇プレ
- 佐藤しのぶ 出逢いのハーモニー
- 洋楽天国PREMIUM R45
- saku saku
- また来てマチ子の、恋はもうたくさんよ
- 森川さんのはっぴーぼーらっきー
- 次世代ロック研究所
- 俺旅。シリーズ
- キンシオ
- 環七フィーバーズNEO
- アルコ&ピースのほんの気持ちですが!

##### ぎふチャン
- 美の精華

##### 三重テレビ（MTV）
- 欽ちゃんのニッポン元気化計画
- キンさばっ!! -近所の裁き-
- 音楽の源流〜御食国の鼓動〜
- お伊勢参り
- 祈り〜神と仏と〜
- ええじゃないか。

##### KBS京都
- 比叡の光※番組自体は現在も放送中
- KEIBAワンダーランド
- ゴルフ虎の穴
- 新芸能夢舞台
- 京の菓子ごよみ
- ふく苗のひみつの京都
- 森脇伝説
- ウマメシ!
- 舞妓みらくる
- 競馬展望プラス
- 京都建築探偵団
- 舞妓えれがんす
- JEFF@KYOTO おもてなし京都案内
- ごりやくさん
- 京・ごはんたべ（BS12 トゥエルビとの共同制作）

#### 日本テレビ系
- 爆発!なべしま部屋
- びっくり!なべしま大サーカス
- 紳助のとんでもいい夢
- DAISUKI!
- ROCK鳴缶
- Perfumeのシャンデリアハウス
- 1×8いこうよ!（札幌テレビ）
- D!アンビシャス（札幌テレビ）
- たびばん（札幌テレビ）
- ガイコクジンが行く!北国トラベラーズ（札幌テレビ）
- 北海道ぶらり旅（札幌テレビ）
- ブギウギ専務（札幌テレビ）
- 熱烈!ホットサンド!（札幌テレビ）
- 絶景探偵。（福島中央テレビ）
- 河本感謝祭（中京テレビ）
- 恋するゴルコン（中京テレビ）
- お笑いハローワーク（中京テレビ）
- 〜禁断の芸人密着ドキュメント〜 芸人検証（中京テレビ）
- 相関ちくバラエティー WHITE ROOM（中京テレビ）
- SKE48のアイドル×アイドル（中京テレビ）
- 爺と丁稚と花（中京テレビ）
- オードリーさん、ぜひ会って欲しい人がいるんです!（中京テレビ）※読売テレビへ移行。
- プリン・ス（日本海テレビ）
- ブランディア うれしいことふやそう!（日本海テレビ）
- ぐるぐるスクール（広島テレビ）
- STU↗でんつ!（広島テレビ）
- 僕がネコに嫌われる理由（BS日テレ）
- 太田和彦の日本百名居酒屋（BS日テレ）
- 箱庭鉄道〜ジオラマスターのチカラ〜（BS日テレ）
- 登る女（BS日テレ）
- 大人のヨーロッパ街歩き（BS日テレ）
- 世界水紀行（BS日テレ）
- ソルトレイクオリンピック
- アテネオリンピック
- ソチオリンピック
- ぶらり途中下車の旅※解説放送あり[6]
- 鉄道発見伝（日テレプラス CS日テレ制作）[6]
- 太田上田（中京テレビ）[6]
- ハレバレティモンディ（札幌テレビ）[6]

#### テレビ朝日系
- あまから問答（腸捻転時代）
- にっぽんの歌（第1期）
- '75びっくり人間登場
- 歌謡ドッキリ大放送
- 歌謡びんびんハウス
- ザ・テレビ演芸
- 世界あの店この店
- 23時ショー
- 独占!女の60分（1975年頃 - 1992年3月）
- 100万円クイズハンター
- さまぁ〜ずと優香の怪しい××貸しちゃうのかよ!!
- トライアングルブルー
- ハーフムーン
- ブンぶくちゃがま
- PEAK A BOO
- ももクロChan〜Momoiro Clover Z Channel〜
- スーパー戦隊シリーズ（kids劇場、実質再放送）
  - 海賊戦隊ゴーカイジャー
  - 特命戦隊ゴーバスターズ
  - 獣電戦隊キョウリュウジャー
  - 烈車戦隊トッキュウジャー
  - 手裏剣戦隊ニンニンジャー
  - 動物戦隊ジュウオウジャー
  - 宇宙戦隊キュウレンジャー
  - 快盗戦隊ルパンレンジャーVS警察戦隊パトレンジャー
  - 騎士竜戦隊リュウソウジャー
  - 魔進戦隊キラメイジャー(エピソードZEROは未放送）
  - 機界戦隊ゼンカイジャー
  - 暴太郎戦隊ドンブラザーズ
- 仮面ライダーシリーズ（kids劇場、実質再放送）
  - 仮面ライダーオーズ/OOO
  - 仮面ライダーフォーゼ
  - 仮面ライダーウィザード
  - 仮面ライダー鎧武/ガイム
  - 仮面ライダードライブ
  - 仮面ライダーゴースト
  - 仮面ライダーエグゼイド
  - 仮面ライダービルド
  - 仮面ライダージオウ
  - 仮面ライダーゼロワン
  - 仮面ライダーセイバー（特別章は未放送）
  - 仮面ライダーリバイス
  - 仮面ライダーギーツ
  - 仮面ライダー555
- CROSS×BATTLE（北海道テレビ）
- 水曜どうでしょう（北海道テレビ）
  - 水曜どうでしょう Classic（北海道テレビ）
- NO MATTER BOARD（北海道テレビ）
- おとりよせ王子 飯田好実（名古屋テレビ［メ〜テレ］）
- ウドちゃんの旅してゴメン（名古屋テレビ［メ〜テレ］）
- 福岡恋愛白書（九州朝日放送）
- 指原莉乃のさしごはん（九州朝日放送）
- 賢者の選択（BS朝日）
- 賢者.tv（BS朝日）
- 非公認戦隊アキバレンジャー シーズン痛（BS朝日）
- 歴史発見 城下町へ行こう!（BS朝日）
- うたの旅人（BS朝日）
- カーグラフィックTV（BS朝日）
- シドニーオリンピック
- パリオリンピック

#### TBSテレビ系
- やさしいコンピュータ（1971年に約1年遅れで放送）
- 歌セラ（北海道放送、東北放送、テレビユー山形、大分放送）
- パチンコNOWTV（CBCテレビ）
- 薬師寺保栄のドリームカー倶楽部（CBCテレビ）
- 真珠の小箱・奈良大和路をゆく（毎日放送・放送番組センター配給）
- 真珠の小箱（毎日放送、近畿日本鉄道提供）[16]
- こじゃんと高知（テレビ高知）
- 琉神マブヤー（琉球放送）
  - 琉神マブヤー2（琉球放送）
  - 琉神マブヤー3（琉球放送）
  - 琉神マブヤー4（琉球放送）
  - 琉神マブヤー5（琉球放送）
  - 琉神マブヤー1972レジェンド（琉球放送）
  - 琉神マブヤーARISE（琉球放送）
- Turning Point 賢者の選択（BS-TBS）
- 怪談新耳袋（BS-TBS）
- 長野オリンピック（ジャパンコンソーシアム）

#### テレビ東京系
- 歌え!ヤンヤン!
- 年忘れにっぽんの歌（テレビ大阪開局後、同局に移行。）※番組自体は現在も放送中
- 演歌の花道（同上）
- きんレモ歌謡曲まいったタヌキの大放送
- ニュースTODAY（テレビ大阪開局後しばらくの間までネット）
- 国際プロレスアワー
- ポケモン☆サンデー
- ポケモンスマッシュ!
- ポケモンゲット☆TV
- 玉ちゃんのいきいき青春歌謡塾（テレビ愛知 ※）
- 7days, backpacker（BSテレ東）
- 北京オリンピック
- 2014 FIFAワールドカップ

#### フジテレビ系
- 奥さまクッキング
- 全日本女子プロレス中継
- 週刊スタミナ天国
- 北野ファンクラブ
- たけしのコマ大数学科
- 上岡龍太郎にはダマされないぞ!
- 風まかせ 新・諸国漫遊記
- 志村けんのだいじょうぶだぁII
- 志村屋です。
- 志村劇場
- 志村だヨ!
- 志村笑!
- 志村座
- 志村の時間
- 志村の夜
- 志村でナイト
- 志村友達
- IQエンジン
- ピカルの定理（2ndシーズンから全国ネット化に伴い関西テレビに移行）
- うたう!大龍宮城
- アイドリング!!!
- 夜桜お染
- 南くんの恋人〜my little lover
- ウチくる!?
- mashup!音王MUSIO（仙台放送）
- 俵太の達者でござる（福井テレビ）
- ふくい浪漫 い〜ざぁええDay（同上）
- おばあちゃんのおごっつぉ（東海テレビ）
- ふれあい見つけ旅（東海テレビ）
- 黄金鯱伝説グランスピアーシリーズ（東海テレビ）
- 阪急ドラマシリーズ（関西テレビ）
  - ふぞろいのイレブン
- ぐるぐる音泉（テレビ愛媛）
- BOOM BOOM（沖縄テレビ）
- ハルサーエイカー（沖縄テレビ）
  - ハルサーエイカー2（沖縄テレビ）
- エイカーズグランドマスター（沖縄テレビ）
- イタズラなKiss〜Love in TOKYO（フジテレビTWO）
  - イタズラなKiss2〜Love in TOKYO（フジテレビTWO）
- トリノオリンピック
- バンクーバーオリンピック
- ロンドンオリンピック
- リオデジャネイロオリンピック

#### NHK
- NHKニュース（開局時のみ）[17]

#### BS独立局

##### BS11
- JRA競馬中継
- 伊集院光のばんぐみ
  - 伊集院光のばらえてぃーばんぐみ （ポニーキャニオン）
- Leader & Innovation 賢者の選択
- アイとトスのLOVE働く体操
  - アイとトスのLOVE働く体操2
- 街と祭りと路面電車

##### BS12 トゥエルビ
- 歌の宅配便
- ナイツの丼なもんでしょう!
- 一徹温泉〜お風呂に入るまでナニする?〜
- ドロンズ石本の直撃!東京口コミらーめん
- 高田純次のアジアぷらぷら
  - 高田純次のセカイぷらぷら
- 浪速伝説トライオー2  ナニワベッコウ編
- 戦略のゴルフ

#### 複数局制作
- ゆく年くる年（全民放同時ネット）
- 全国一斉地デジ化テスト（全民放・NHK同時ネット）
- 業界用語の基礎知識 壇蜜女学園（5いっしょ3ちゃんねる・ひかりTV）
- 怪談TV 稲川淳二の超こわい話（5いっしょ3ちゃんねる）
- リアル鬼ごっこ THE ORIGIN（首都圏トライアングル）
- 明治東亰恋伽（tvk・メ〜テレ）

#### 通販番組
- みて!みて!幸せ・オホホ（ヴァーナル提供）
- 健康インフォメーション（サントリー提供）
- 立原啓裕 通販大好き!（テレマート提供。スポンサーの不祥事により事実上の終了）
- 美健生活のススメ（ニナファームジャポン提供）
- おしゃれ素肌トーク・美MODE（桃谷順天館による、明色化粧品本舗の基礎化粧品ブランド「INNOVAR」の紹介）
- 音楽のある風景（ユニバーサルミュージック・クラブ提供）
- 満点通販
- 満点ショッピング
- サタデーナイト ミュージック
- 美美より情報発信
- ワールドショッピングセレクション

ショップ・マニフィカ、ガシー・レンカー・ジャパン
- アサヒ緑健提供の番組
  - 二重マル健康テレビ
  - 人生の切符
  - 健やか倶楽部・編集局
  - 健康情報テレビ
- ショップ・マニフィカ提供の番組[18]
  - MUSIC CLIPS
  - ミュージック Buy Now!
  - ミュージックアンテナ
  - ミュージックカフェ
  - 金曜日は音楽で…

#### サンテレビガイド番組
- 明石・神戸 味の架け橋
- 明石・神戸 ブリッジタウンガイド
- グルメ&ショップ情報
- 遊歩道
- うまいもの評判記
- ワンダフルショップガイド
- マイタウンマイショップ
- 神戸・明石 ルンルンレポート
- 明石・神戸 味の散歩道
- 淡路島レジャーガイド　他多数

#### その他
- POPS IN PICTURE
- CYBER MEME
- ブルームバーグテレビジョン（サイマル放送。同局の配信終了により、放送も終了した）
- 24時間女優 -待つ女-（ひかりTV）
- 私の美酒を探して…。（WOWOWプラス）
- BULL ROCK.TV（アイ・プラス・プロダクツ）
- アンタッチャブル柴田の「ワロタWWWW」〜超絶おもしろいのに全く知られていない芸人たち〜（アニプレックス）
- 笑福亭笑瓶の驚き!感動!グルメで賞!（EXライブ）
- 小島よしお的!グルメいただきマッチョ（EXライブ）
- ビジタメ1（荻窪製作所）
- YAMATOの元気めしキッチン!（GAORA）
- じゅんいちダビッドソンの下手なキャンプでごめんなさい（GAORA）
- 平成 歌の祭典（関音テレビ制作室）
- 演歌百撰（関西放送制作）
- サチのお寺ごはん（キュー・テック）
- あいつの料理はテキトーに4、5分でザックリ作ってるのに、かなり美味い。（グラジオラスピクチャーズ）
- 内村さまぁ〜ず SECOND（ケイマックス）
- パチ×スロおもしろTV パチファラ王（ジャンバリ.TV）
- 彦摩呂のB級グルメ天国（食と旅のフーディーズTV）
- ゴリ×西野の語り旅〜こだわり人に会おう〜（食と旅のフーディーズTV）
- タオさんとつなぐ 世界のウチごはん（食と旅のフーディーズTV）
- 的場浩司のスイーツ男子塾!（スイーツ・プロジェクト）
- PLATINUM GOLF（スカイ・エー）
- 弱虫ペダル（スカパー!）
- 竹山ロックンロール（スターチャイルド）
- 林家正蔵の今日も四時から飲み（ターナージャパン）
- 大ちゃんの釣りに行こう!（だいすけプロダクション、番組自体は現在も継続中）
- 絶景!美しきスイス紀行（旅チャンネル）
- 大阪TOWNS（旅チャンネル）
- [離島酒場（旅チャンネル）
- 日本の夜景（旅チャンネル）
- 歴人めし（チャンネル銀河）
- カレー放浪記（TSUKURU）
- ニュース女子（DHCテレビ）
- ダイエル・カールの英語にっぽん昔話（DHCテレビ）
- 旅デューサー（ティーズ）
- 安田美沙子の技ありキッチン!（ティーズ）
- カレーの門戸（ティーズ）
- 旅番組はじめました（ティーズ）
- いい湯だぜぇ（ティーズ）
- 美味しさ工房（テイクプランニング）
- 中川家礼二の鉄学の時間（鉄道チャンネル）
- それゆけ!中川電鉄（鉄道チャンネル）
- ミニ鉄道の小さな旅（鉄道チャンネル）
- 鉄路の旅（鉄道チャンネル）
- 駅旅〜駅からはじまる物語〜（鉄道チャンネル）
- モンキーパーマシリーズ（テレバイダー・エンタテインメント）
- みんなの音楽会TV（伝像プロダクション）
- カメラ男子 プチ旅行記（ビデオプランニング）
- ターザン&夏子の朝採りフレッシュ!（兵庫県内JA）
- おふろやさん日和シリーズ（V☆パラダイス）
- みるみるミルキィ（ブシロードミュージック）
- ブシモのテレビ（ブシロードメディア）
- EASY GOLF（ブレーン）
- 韓Chu（ホームドラマチャンネル）
- エンタメ★ワンダーランド（マリオコーポレーション）
- 最新不動産情報（ミズタ企画）
- 中川家礼二の鉄活（MONDO TV）
- みんなのJAPAN MOVE（矢動丸プロジェクト）
- ステテコ隊すすり女子（山石ピクチャーズ）
- 全日本聞き上手選手権（山石ピクチャーズ）
- 日本大根役者協会（山石ピクチャーズ）
- ステテコファイトクラブ（山石ピクチャーズ）
- いただき∞（吉本興業）
- 水野キングダム（吉本興業）
- いいあせかきませんか（ワイ・ケイ・アド）
- ステテコ隊の絶勝祈願!（ワイ・ケイ・アド）
- ファイヤーレオン（エースクルー・エンタテインメント、ダンスノックアウト、クラッチ）
- オーレ・エクセルとスウェーデンデザイン（ソニー・ミュージックエンタテインメント・東北新社）
- 秋山莉奈のゆめぐり旅じかん!!（パワーテレビジョン・ウィング）
- 肉食女子部（ラインコミュニケーションズ・ホールマン）
- 旅の息吹き
- きらめき☆旅
- Viva!!ペルー
- 時の風景〜世界遺産を巡る〜
- スロット攻略センター ガチスロ〜必見!設定の選別法〜
  - ガチスロ〜八の極み〜
- メタル侍
- ピープロ 特撮秘宝
- LET'S PACHINKO
- 発掘!○○屋なのにナイツなラーメン
- ローカル線で出発進行!
- バンドリ!TV
  - BanG Dream!めざせ武道館特BanG!
  - 月刊ブシロードTV with 九州三国志 & BanG Dream!
- それいけ!アツ姫編集部!!
- Precious Songs
- ワギングテイル
- エビ中の青春女子旅
- パチンコ・パチスロ実践TV
- Sunday Music Box PartII（毎月第4日曜の翌日未明 0:30 - ）
- 美味・七変化!神田川流・こだわり料理術（木曜 23:00 - 23:30）
- 湯けむり美人 出会い旅
- お仕事チャンネル
- 田園ボーイズ
- 歌謡花舞台
- 寺島惇太お兄さんのアニドルといっしょ!
- ＃タイズハウス
- ドロンズ石本のラーメンいいね!
- 伝承日本 誇るべき日本の智慧と技
- D4DJ First Mix TV〜
  - D4DJ Photon Maiden TV
- ON AIR 桜咲musicTV
- 建物の世界を深掘り!ボクらケンセツ部
- 笑顔にキッス
- みんなで歌おう♪楽しい童謡コーラス
- BABABABA爆釣Fishing!